# بون دان
بون دان (بالفرنسية: Pont-d'Ain)‏ هي بلدية فرنسية تقع في إقليم آن في فرنسا. رمز إنسي لها هو:1304. أما الرمز البريدي لها فهو: 1160.

## أعلام
- دومينيكي باثيناي
- لويز من سافوا